# Frisange
Frisange (en luxembourgeois : Fréiseng  et en allemand : Frisingen) est une localité luxembourgeoise et le chef-lieu de la commune portant le même nom située dans le canton d'Esch-sur-Alzette.

## Géographie
La commune est délimitée au sud par la frontière française qui la sépare du département français de la Moselle.

### Sections de la commune
- Aspelt
- Frisange (siège)
- Hellange

### Voies de communication et transports
La commune est traversée par l'autoroute A13 et par les routes nationales N3 et N13.
La commune est desservie par le Régime général des transports routiers (RGTR). En outre, elle opère un service « City-Bus » sur réservation, le « Frisibus ».

## Politique et administration

### Jumelages
Frisange est jumelée avec :
- Saint-Julien-de-Coppel (France) depuis le 20 juin 2004.

## Population et société

### Démographie
L'évolution du nombre d'habitants est connue à travers les recensements de la population effectués dans le pays depuis 1821. Les recensements décennaux de la population permettent de caler les chiffres sur la composition de la population par sexe, âge, nationalité et commune de résidence. Entre deux recensements, la population au 1er janvier de l’année {\displaystyle x} est évaluée en ajoutant à la population au 1er janvier de l’année {\displaystyle x-1} les soldes naturel (naissances {\displaystyle -} décès) et migratoire (arrivées {\displaystyle -} départs) de l'année. La même méthode est appliquée pour la répartition par âge au 1er janvier et les effectifs totaux par nationalité. Depuis le 1er septembre 2023, le Luxembourg dénombre 100 communes.
Au 1er janvier 2024, la commune comptait 4 968 habitants.
| 1821 | 1851  | 1871  | 1880  | 1890  | 1900  | 1910  | 1922  | 1930  |
| ---- | ----- | ----- | ----- | ----- | ----- | ----- | ----- | ----- |
| 932  | 1 354 | 1 358 | 1 234 | 1 100 | 1 161 | 1 153 | 1 211 | 1 264 |

| 1935  | 1947  | 1960  | 1970  | 1978  | 1979  | 1981  | 1983  | 1984  |
| ----- | ----- | ----- | ----- | ----- | ----- | ----- | ----- | ----- |
| 1 221 | 1 137 | 1 167 | 1 342 | 1 575 | 1 601 | 1 688 | 1 760 | 1 770 |

| 1985  | 1986  | 1987  | 1988  | 1989  | 1990  | 1991  | 1992  | 1993  |
| ----- | ----- | ----- | ----- | ----- | ----- | ----- | ----- | ----- |
| 1 780 | 1 820 | 1 850 | 1 895 | 1 956 | 2 037 | 2 053 | 2 105 | 2 113 |

| 1994  | 1995  | 1996  | 1997  | 1998  | 1999  | 2000  | 2001  | 2002  |
| ----- | ----- | ----- | ----- | ----- | ----- | ----- | ----- | ----- |
| 2 140 | 2 266 | 2 336 | 2 473 | 2 588 | 2 661 | 2 817 | 2 878 | 2 919 |

| 2003  | 2004  | 2005  | 2006  | 2007  | 2008  | 2009  | 2010  | 2011  |
| ----- | ----- | ----- | ----- | ----- | ----- | ----- | ----- | ----- |
| 2 989 | 3 053 | 3 183 | 3 240 | 3 330 | 3 462 | 3 641 | 3 722 | 3 750 |

| 2012  | 2013  | 2014  | 2015  | 2016  | 2017  | 2018  | 2019  | 2020  |
| ----- | ----- | ----- | ----- | ----- | ----- | ----- | ----- | ----- |
| 3 780 | 3 884 | 4 023 | 4 104 | 4 344 | 4 557 | 4 612 | 4 682 | 4 746 |

| 2021  | 2022  | 2023  | 2024  | - | - | - | - | - |
| ----- | ----- | ----- | ----- | - | - | - | - | - |
| 4 769 | 2 267 | 4 912 | 4 968 | - | - | - | - | - |

Pour des raisons techniques, il est temporairement impossible d'afficher le graphique qui aurait dû être présenté ici.

## Économie
Frisange ne possède pas d'économie au sens propre. Toutefois, elle tire profit de l'abondance de stations-services situées sur la route à quelques mètres à peine de la frontière française. Celles-ci sont implantées ici en raison du faible coût de l'essence luxembourgeoise par rapport aux prix français.
Léa Linster possède un restaurant gastronomique au sein de la commune. Le restaurant possède une étoile au guide Michelin.